# Apaidia barbarica
Apaidia barbarica är en fjärilsart som beskrevs av Legrand 1939. Apaidia barbarica ingår i släktet Apaidia och familjen björnspinnare. Inga underarter finns listade i Catalogue of Life.